# Glénac
Glénac (bret. Glenneg) – miejscowość i dawna gmina we Francji, w regionie Bretania, w departamencie Morbihan. W 2013 roku populacja gminy wynosiła 906 mieszkańców. 
1 stycznia 2017 roku połączono trzy wcześniejsze gminy: La Gacilly, La Chapelle-Gaceline oraz Glénac. Siedzibą nowej gminy została miejscowość La Gacilly, a gmina przyjęła jej nazwę. 